# Francisco Pi y Margall
Francisco Francisco Pi y Margall (in catalano Francisco Pi y Margall pron. catalana: /fɾənˈsɛskˈpij mərˈɡaʎ/; Barcellona, 29 aprile 1824 – Madrid, 29 novembre 1901) è stato un politico, storico, filosofo, traduttore e saggista spagnolo.
Profondamente influenzato dal pensiero dell'anarchico mutualista Pierre-Joseph Proudhon, oltreché dalla tradizione radical-liberale incarnata da intellettuali quali Richard Price, Joseph Priestley, Thomas Paine e Thomas Jefferson, Pi y Margall s'impegnò attivamente al fine di rendere l'intera Spagna una federazione socialista libertaria, decentralizzata, cantonalistica e anti-statalistica, attraverso un'intensa attività parlamentare nelle file di partiti liberal-democratici e repubblicani. Fu il secondo presidente della Prima Repubblica spagnola dall'11 giugno al 18 luglio del 1873. Gli succedette Nicolás Salmerón.

## Biografia
Figlio di un operaio tessile fece i primi studi di filosofia in seminario, completando poi gli studi in giurisprudenza all'Università di Barcellona. Attratto sin dalla giovane età dalla letteratura, ebbe una giovanile esperienza letteraria con il gruppo di Milá Fontanals e Pablo Piferrer.
Trasferitosi a Madrid nel 1847, dopo aver già pubblicato La España pintoresca, una specie di antologia illustrata delle regioni della Spagna, si guadagnò da vivere lavorando in una banca e contemporaneamente scrivendo articoli di critica letteraria.
Alla morte del suo amico Pablo Piferrer portò a termine la raccolta di illustrazioni Recuerdos y bellezas de España, che Pablo aveva incominciato.
Anni più tardi scatenò la reazione degli ambienti cattolici con la sua Historia de la pintura: non solo dovette essere sospesa la pubblicazione, ma le copie furono ritirate dal commercio e il suo autore fu denunciato per offese alla religione cattolica.
Nel 1848 si iscrisse al Partito Democratico. La rivolta popolare di Madrid nel 1854 ebbe un ruolo determinate nel convertirlo in un attivista politico di primo piano dell'area progressista, infatti pubblicò un proclama dove si chiedeva di distribuire le armi al popolo e la convocazione con suffragio universale delle camere, perché sancissero la libertà di stampa, di coscienza, di insegnamento, di riunione, di associazione e molte altre ancora. Principi democratici talmente progressisti per quei tempi in Spagna, e in Europa, che costarono a Pi y Margall il carcere.
Espose il suo credo politico in La reacción y la revolución, dove attaccò la monarchia, la proprietà fondiaria e la Chiesa, proponendo come soluzione politica una rivoluzione democratica permanente a base popolare e federalista, ponendo l'accento sul primato della libertà dell'individuo e del libero arbitrio, cosa questa che gli valsero l'accusa di anarchismo.
Durante il cosiddetto “Sessennio democratico” non riuscì a farsi eleggere alla Camera dei deputati, superato per pochi voti dal generale Juan Prim e continuò la sua attività politica fondando la rivista La Razón che ebbe però breve durata. Pubblicò articoli sul quotidiano locale La discusión, di cui poi divenne direttore. Aveva anche cominciato a dare lezioni di politica e di economia in un appartamento privato di Madrid e tale fu l'afflusso degli allievi di ogni classe sociale, dagli intellettuali agli operai, che stavano sulle scale pur di ascoltare le sue lezioni in cui esponeva il suo credo repubblicano.
Il Governo presto proibì questa sua attività di proselitismo politico. È di questi tempi la polemica sulla democrazia che lo contrappose a Emilio Castelar, i cui seguaci lo accusarono di non essere un vero democratico in quanto propugnatore del socialismo, a cui Pi rispose con la cosiddetta Declaración de los Treinta dove trenta firmatari affermavano essere democratiche entrambe le tendenze.
Gli avvenimenti che porteranno poi i progressisti al Governo indussero Pi y Margall a esiliarsi a Parigi. Qui ebbe modo di approfondire il pensiero di Proudhon, di cui tradusse in castigliano le opere principali, dando indirettamente e involontariamente una mano alla nascita del movimento anarchico in Spagna. A Parigi entrò in contatto con i gruppi positivisti ed elaborò la sua idea rivoluzionaria basata sull'abolizione di ogni forma di autorità sostituendola con un patto federalista. Fu seguace anche di Herder e di Hegel.
A seguito della rivoluzione del 1868, detta anche la Gloriosa, rientrò in Spagna dall'esilio francese. Il Partito democratico intanto si scisse, una parte sosteneva la monarchia democratica e costituzionale, l'altra parte, fautrice della Repubblica federalista, fondò il Partito Repubblicano Democratico Federale di cui Pi y Margall divenne il massimo responsabile nel 1870.
Nel frattempo, nel 1869, era stata approvata la Costituzione a base monarchico-democratica con a capo il nuovo re eletto, Amedeo di Savoia, che però abdicherà l'11 febbraio 1873, mentre lo stesso giorno l'Assemblea Nazionale proclamava la Prima Repubblica spagnola, di cui fu eletto primo Presidente Estanislao Figueras.
Alle dimissioni di Figueras dell'11 giugno 1873, Pi y Margall fu eletto secondo presidente della repubblica.
Il suo programma di governo contemplava grandi riforme, rivoluzionarie per quei tempi, come ad esempio:
- La distribuzione della terra ai contadini
- Il ristabilimento dell'ordine con l'uso dell'esercito
- La separazione tra Chiesa e Stato
- L'abolizione della schiavitù
- L'insegnamento obbligatorio e gratuito
- La regolamentazione del lavoro minorile
- L'estensione del diritto di associazione alla classe operaia
- La riduzione dell'orario di lavoro

Sotto la sua presidenza fu approvata la Costituzione del 1873, una delle più avanzate d'Europa che fu modello per molte altre successive. Troppo in avanti rispetto ai tempi, troppo debole il suo governo per attuarla, non riuscì a entrare in vigore. Le spinte separatiste, soprattutto nel sud della Spagna, innescate dalla lentezza dell'avvio della sua politica federalista, la guerra carlista unita a problemi di politica estera come la guerra di indipendenza cubana furono alla base delle dimissioni di Pi y Margall il 18 luglio 1873. Gli succedette, per breve tempo anche lui, Nicolás Salmerón che ebbe modo di constatare il grande lavoro svolto dal suo predecessore che lasciò il bilancio dello stato in grande attivo grazie alla sua oculata politica di risparmi.

Ritiratosi temporaneamente dalla politica attiva si dedicò a scrivere la storia della breve esperienza repubblicana in La República de 1873. Fu incarcerato per breve tempo durante la repressione violenta del generale Manuel Pavía seguita alla Restaurazione borbonica e subì anche un attentato.
Dopo la restaurazione della monarchia riprese la sua attività politica, ma, nonostante la grande stima personale di cui godeva, il suo partito riorganizzatosi nel 1880 non ebbe più molto seguito.
Fu membro della massoneria.
Morì all'età di 77 anni a Madrid il 29 novembre 1901, è ricordato come una delle personalità politiche più importanti della Spagna socialista del XIX secolo.
Il 22 giugno 1907 i suoi resti furono traslati nel mausoleo costruito per lui nel cimitero del Este di Madrid, sulla cui lapide di marmo bianco fu inciso:
"Francisco Pi y Margall, nacque a Barcellona il 29 aprile 1824. Politico, storico, statista, critico, filosofo e letterato. Maestro dei federalisti, Presidente della Repubblica nel 1873. Morì a Madrid il 29 novembre 1901. La Spagna non avrebbe perso il suo impero coloniale se avesse seguito i suoi consigli".

## Opere
- Recuerdos y bellezas de España di Pablo Piferrer (1848) (termina l'opera incominciata dal suo amico)
- La España Pintoresca (1841).
- Historia de la Pintura (1851).
- Estudios de la Edad Media (1851) pubblicato nel 1873
- El eco de la revolución (1854)
- La reacción y la revolución (1855).
- Fondò la rivista La razón (1856)
- Collaborò in La discusión (1857-1860]
- Declaración de los treinta (1864)
- La República de 1873 (1874)
- Joyas literarias (1876)
- Las nacionalidades (1877)
- Historia General de América (1878)
- La Federación (1880)
- Observaciones sobre el carácter de Don Juan Tenorio (1884)
- Las luchas de nuestros días (1884)
- Primeros diálogos, s.d
- Amadeo de Saboya, s.d.
- Filosofía del Derecho Diccionario Enciclopédico Hispano-Americano, Montaner y Simón Barcelona (1887-1899)
- Programa del Partido Federal (1894)
- La Qüestiò de Catalunya (1913)